# Clytia stolonifera
Clytia stolonifera is een hydroïdpoliep uit de familie Campanulariidae. De poliep komt uit het geslacht Clytia. Clytia stolonifera werd in 1938 voor het eerst wetenschappelijk beschreven door Blackburn. 